# São Paulo Tramway, Light and Power Company
São Paulo Tramway, Light and Power Company, mais conhecida como Light São Paulo (também referida como São Paulo Light and Power Co., Light Paulistana, Light S.E.S.A), foi uma empresa de capital canadense que atuou em São Paulo,  Brasil em atividades de geração, distribuição de energia elétrica e transporte público por bondes.

## Prelúdio
A cidade de São Paulo, no último quartel do século XIX, ainda não tinha o mesmo vigor do mercado carioca, nem mesmo a tradição da elite soteropolitana, contudo vinha demonstrando um grande potencial na condução das transformações urbanas. Tanto que, para o historiador Eurípides Simões de Paula (1958), esse seria o período da "segunda fundação de São Paulo". Grandes grupos econômicos e empresários nacionais e internacionais, percorrendo os atalhos para alcançar as elevadas e rentáveis taxas de lucros que a economia proporcionava, passaram a investir nos mais diferentes negócios na região. A companhia ferroviária inglesa, São Paulo Railway , os bancos, English Bank e London & Brazilian Bank, as diversas casas comerciais de café, os variados negócios do grande capital cafeeiro, eram todas diferentes dimensões de um mesmo processo de expansão econômica. É neste cenário promissor que, de um lado, a companhia canadense Light escolheria o mercado paulista e o setor de serviços públicos como o empreendimento inicial do grupo no país, ao passo que, de outro lado, os cariocas Candido Gaffrée  e Eduardo Guinle, que já haviam plenamente se estabelecido na cidade de Santos, com a concessão do Porto de Santos, pretendiam conquistar novas atividades. Se, nos primeiros anos do século XX, o objetivo dos dois grupos era, acima de tudo, garantir o controle do mercado do Distrito Federal, não passava despercebido por nenhuma das empresas a relevância do mercado de São Paulo. Por isso que, mesmo com um volume significativo de investimentos tanto da Light como da Guinle & Co direcionado para a construção da infra-estrutura elétrica no Rio de Janeiro entre os anos de 1905 e 1907, importantes embates na divisão do mercado paulista aconteceram concomitantes àqueles do Distrito Federal, em 1905. 
A Companhia Brasileira de Energia Elétrica (CBEE) foi uma iniciativa do Grupo Guinle & Cia, em 1909, de capital nacional, para fazer frente a outros grupos que atuavam no setor, sobretudo à São Paulo Tramway, Light and Power Company, e disputar o mercado na produção, distribuição e fornecimento de energia elétrica. O destaque nesse embate foi para a capital do país, a cidade do Rio de Janeiro, a mais populosa e de maior importância económica. A cidade contava nessa época com uma população de quase 1 milhão de habitantes e passou, nessa primeira década do século XX, por uma forte cirurgia urbana de modernização do seu espaço, que ficou conhecida como "Reforma Passos", numa alusão ao nome do seu realizador, o então Prefeito do Distrito Federal, Francisco Pereira Passos. Apesar de sua breve existência no setor elétrico brasileiro, a CBEE teve atividades, além do Distrito Federal, em vários estados brasileiros (Rio de Janeiro, São Paulo, Minas Gerais, Bahia), construiu importantes usinas hidrelétricas, à época, como a Usina de Itatinga (SP), que em 1910 passou a fornecer energia elétrica ao porto e a cidade de Santos, e a Usina de Piabanha (RJ), na localidade de Alberto Torres. Em 1906, estendeu suas linhas de transmissão até a cidade de Niterói, capital do Estado do Rio de Janeiro, para o fornecimento de energía. Finalmente, em 1915, após inúmeras batalhas jurídicas, sucumbiu à força da atuação do monopólio da São Paulo Tramway, Light and Power Company, na disputa pelo fornecimento de energia elétrica ao Distrito Federal. Além disso, os Guinle atuaram, nesse mesmo período, na construção e operação de portos, na exploração de serviços telefônicos e de linhas de bondes. Trata-se de um caso emblemático da disputa entre o capital nacional e os conglomerados estrangeiros pelo fornecimento público de energia elétrica .
Desde muito cedo, a produção e distribuição de energia elétrica foi objeto de bastante concorrência no cenário brasileiro, em meio ao acirrado jogo de influências políticas e disputas territoriais, em suas diferentes escalas, a federal, a estadual e a municipal. O empreendimento exigia pesadas somas de investimentos em infra-estrutura e equipamentos técnicos, o que tendia a levar à formação de monopólios por grandes grupos econômicos estrangeiros . 
São Paulo começara seu crescimento no final do século XIX, com a instalação de companhias como São Paulo Railway e San Paulo Gás Company. O fornecimento de energia na cidade tinha como objetivo não só o abastecimento ao parque industrial leve da cidade, como também a iluminação urbana. Esta era feita por lampiões operados principalmente pela San Paulo Gás Co., fundada em 1872 . 

Em concorrência com a San Paulo Gás Co. fundara-se a Companhia de Água e Luz do Estado de São Paulo , em 1886 pela Marques, Moutte & Companhia, contando com uma pequena usina a vapor descrita por Júlio Henrique Raffard em 1892 da seguinte maneira: 
(...) encontrei 2 locomoveis trabalhando e 1 máquina vertical em repouso; 4 dínamos de corrente contínua, sendo 1 Wetson, que não estava em serviço, 2 da casa Ganz & C., de Budapeste (que a empresa paulista representa no Brasil), a saber: um capaz de produzir luz para 20 focos de 20 velas, e outro que é uma modificação do precedente, porém não devendo oferecer as mesmas vantagens para uma boa iluminação; finalmente um dínamo Bréguet podendo alimentar 16 focos de 20 velas, ou 40 lâmpadas com luz de 8 velas, o qual me pareceu o mais prático dos dínamos ali reunidos. São esperadas 1.000 lâmpadas para focos de 10 velas como tipo a generalizar e outras de forças diversas até 50 velas, bem como todo o material correspondente para uma outra instalação geral. Os dínamos novos serão de correntes alternativas e funcionarão com 1.800 revoluções, quando os acima indicados trabalham com 1.050, sendo o Wetson, 750 e 650 os de Ganz & C. e 450 o Bréguet. A princípio a empresa cobrava mensalmente.
A companhia operou até 1901. Sendo, após este período, substituída de vez pela Light no fornecimento de energia elétrica. A Companhia de Água e Luz fornecia energia num período restrito compreendido entre o entardecer e a meia-noite. Após investimentos da Light e da queda no preço do megawatt, a Cia. de Água e Luz cessa suas atividades.

## História

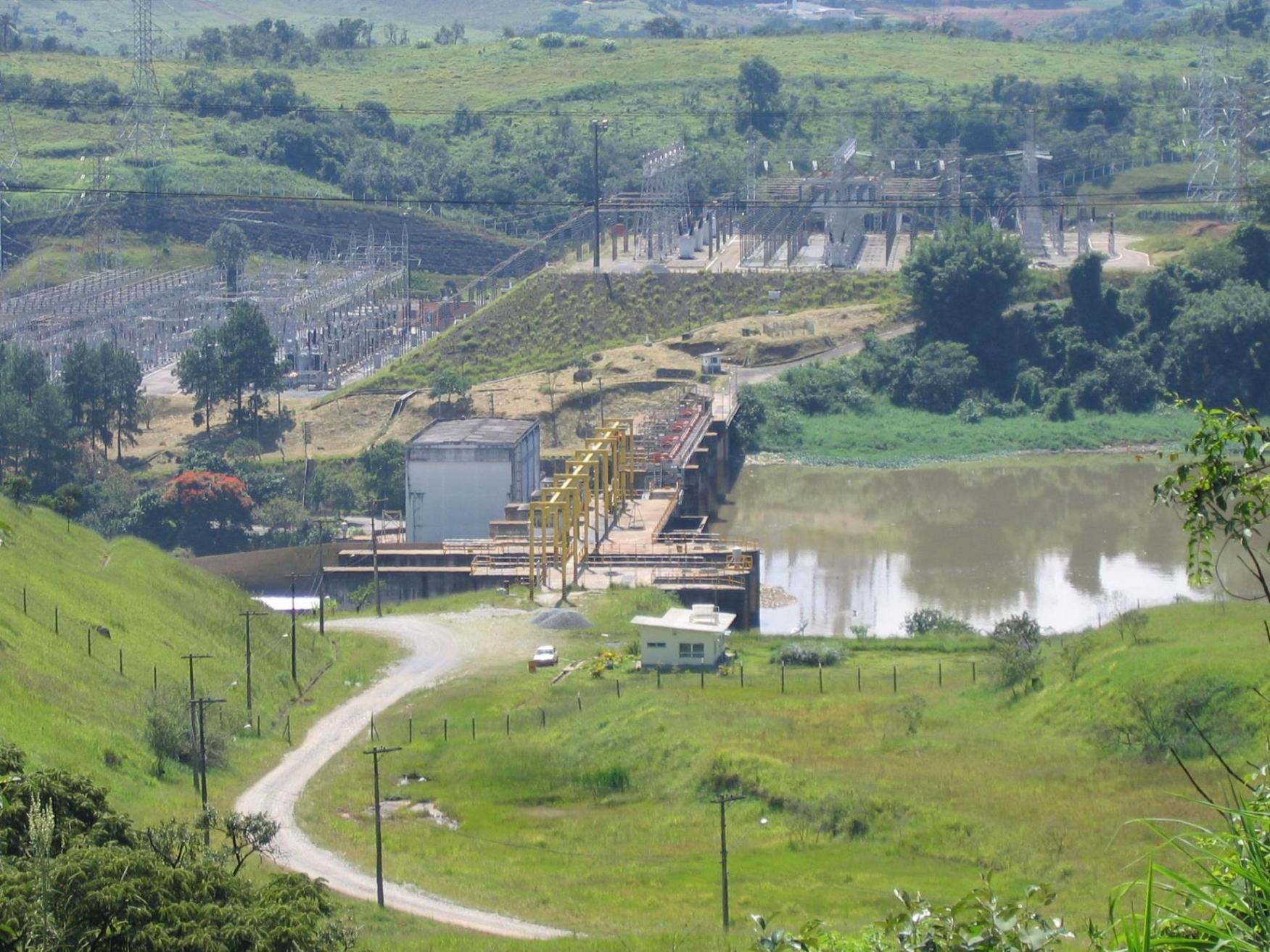
Usina Hidrelétrica Edgard de Souza.

Em 7 de abril de 1899, em Toronto, no Canadá, foi fundada a São Paulo Tramway, Light and Power Company, que em 17 de julho do mesmo ano foi autorizada por decreto do presidente Campos Sales a atuar no Brasil. Sua atuação em São Paulo começou no mesmo ano,  através da construção da Usina Hidrelétrica Edgard de Sousa em Santana de Parnaíba, concluída em 1901. A usina era capaz de gerar, inicialmente, 2 MW, ampliados para 12,8 MW até 1912.
Posteriormente, a Light São Paulo passaria a operar os serviços de geração e distribuição de energia elétrica e os serviços de bondes elétricos do município de São Paulo, uma revolução para a época, quando havia apenas bondes puxados a burro.
No dia 9 de junho de 1904, os mesmos sócios canadenses criam a Rio de Janeiro Tramway, Light and Power Company. A partir de 1912, as duas empresas passaram a ser controladas pela holding Brazilian Traction Light and Power Co. Ltd., posteriormente denominada Brascan e atualmente subsidiária da Brookfield Asset Management. Também em 1912 adquire o comando acionário da San Paulo Gás Co., que passa a ser denominada San Paulo Gás Co. Ltda., atual Comgás. E em 1916 incorpora entre outras a Companhia Telefônica do Estado de São Paulo, dando origem a Rio de Janeiro and São Paulo Telephone Company, que passa a ser denominada Companhia Telefônica Brasileira em 1923.

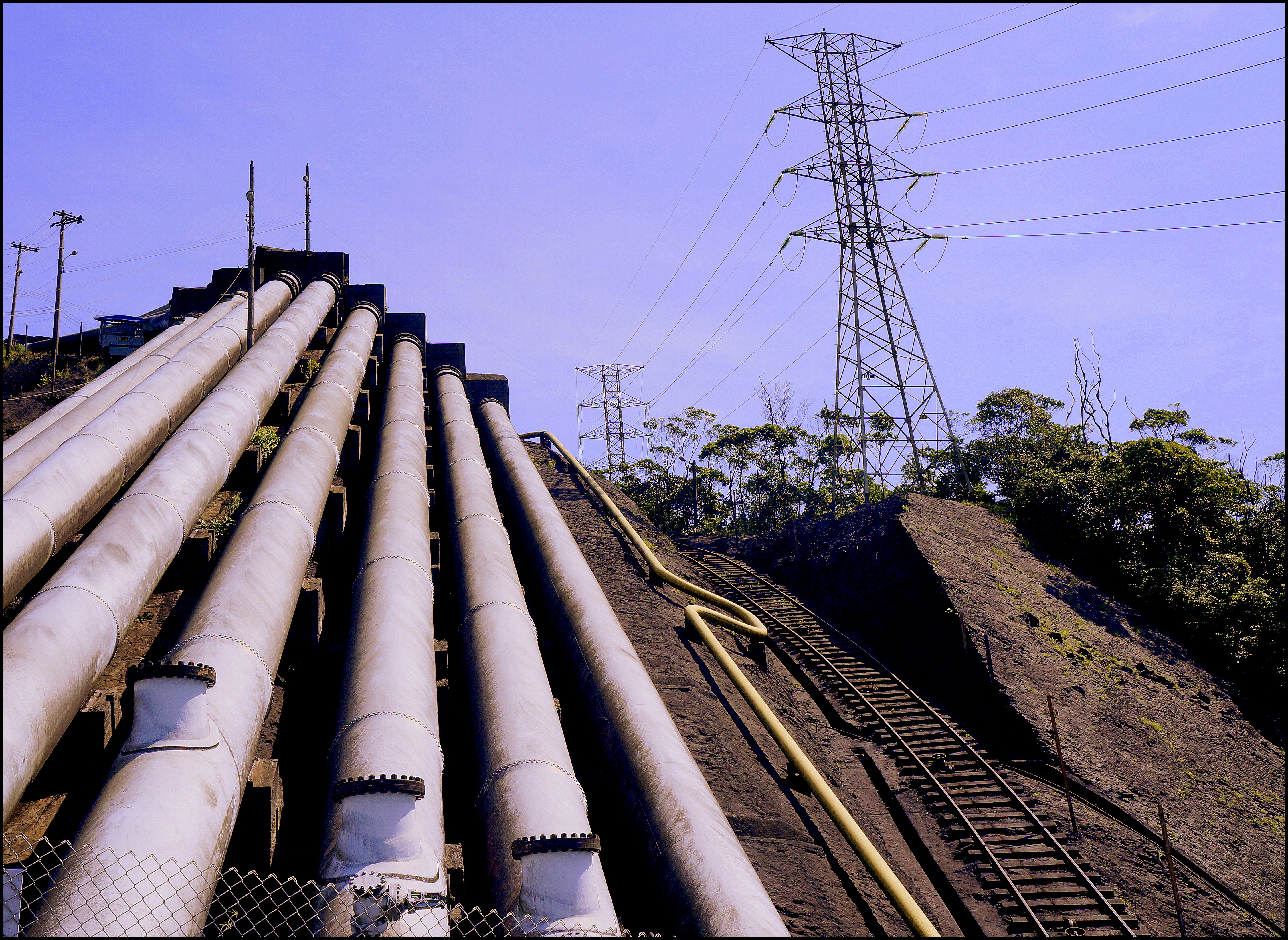
Usina Hidrelétrica Henry Borden

Entre 1900 e 1930, a Light São Paulo realizou inúmeras obras de expansão dos serviços de energia elétrica na capital de São Paulo e municípios vizinhos, construindo em 1908 a represa de Guarapiranga e usinas hidrelétricas, como Edgard de Souza e Rasgão, localizadas no Rio Tietê, em Santana do Parnaíba, a 40 quilômetros da capital. Eram obras necessárias para acompanhar o crescimento econômico e populacional da cidade e arredores e consecutivo aumento do consumo de energia elétrica. 

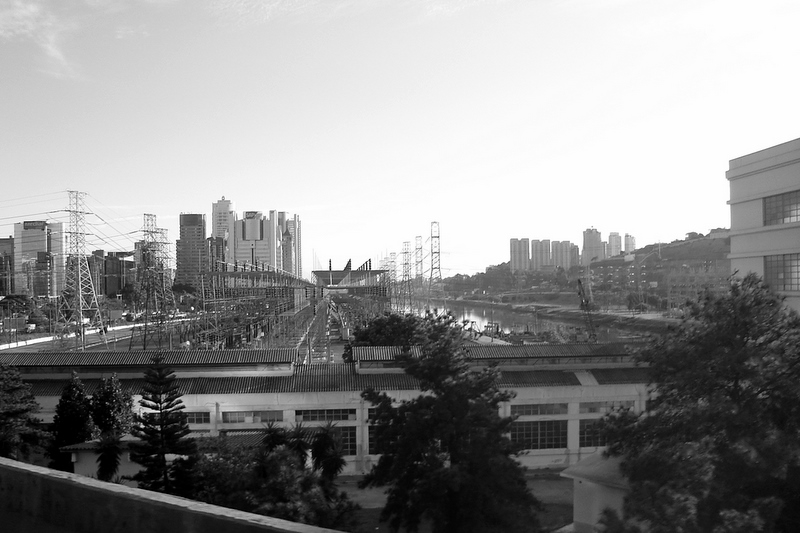
Usina Elevatória de Traição

Mais tarde, na década de 1940, a Light São Paulo também foi responsável pela retificação do Rio Tietê, Rio Pinheiros e pela construção da represa Billings e da usina hidrelétrica Henry Borden.A fim de controlar a vazão dos rios alimentadores, a Light construiria duas usinas elevatórias: a Usina Elevatória de Pedreira e a Usina Elevatória de Traição. Além de capacidade de se regular a vazão dos rios, estas duas usinas podiam gerar certo montante de energia, complementando o potencial disponível pela UHE Henry Borden.
Em meados da década de 1940, a Light São Paulo encerra os serviços de transporte público por meio de bondes elétricos, repassando-os à Prefeitura de São Paulo, através da CMTC, que extinguiria o serviço de bondes no fim dos anos 1960.
Em 1956, a holding Brazilian Traction Light and Power Co. Ltd. começa a atuar em inúmeros ramos, dentre os quais o imobiliário, hoteleiro, serviços de engenharia, agropecuária, entre outros, e muda de nome, passando-se a chamar Brascan - Brasil Canadá Ltda. A empresa São Paulo Tramway, Light and Power Company se funde com a Rio de Janeiro Tramway, Light and Power Company, numa única razão social, agora chamada de Light – Serviços de Eletricidade S/A, vinculada à Brascan Ltda.

## Fim das atividades

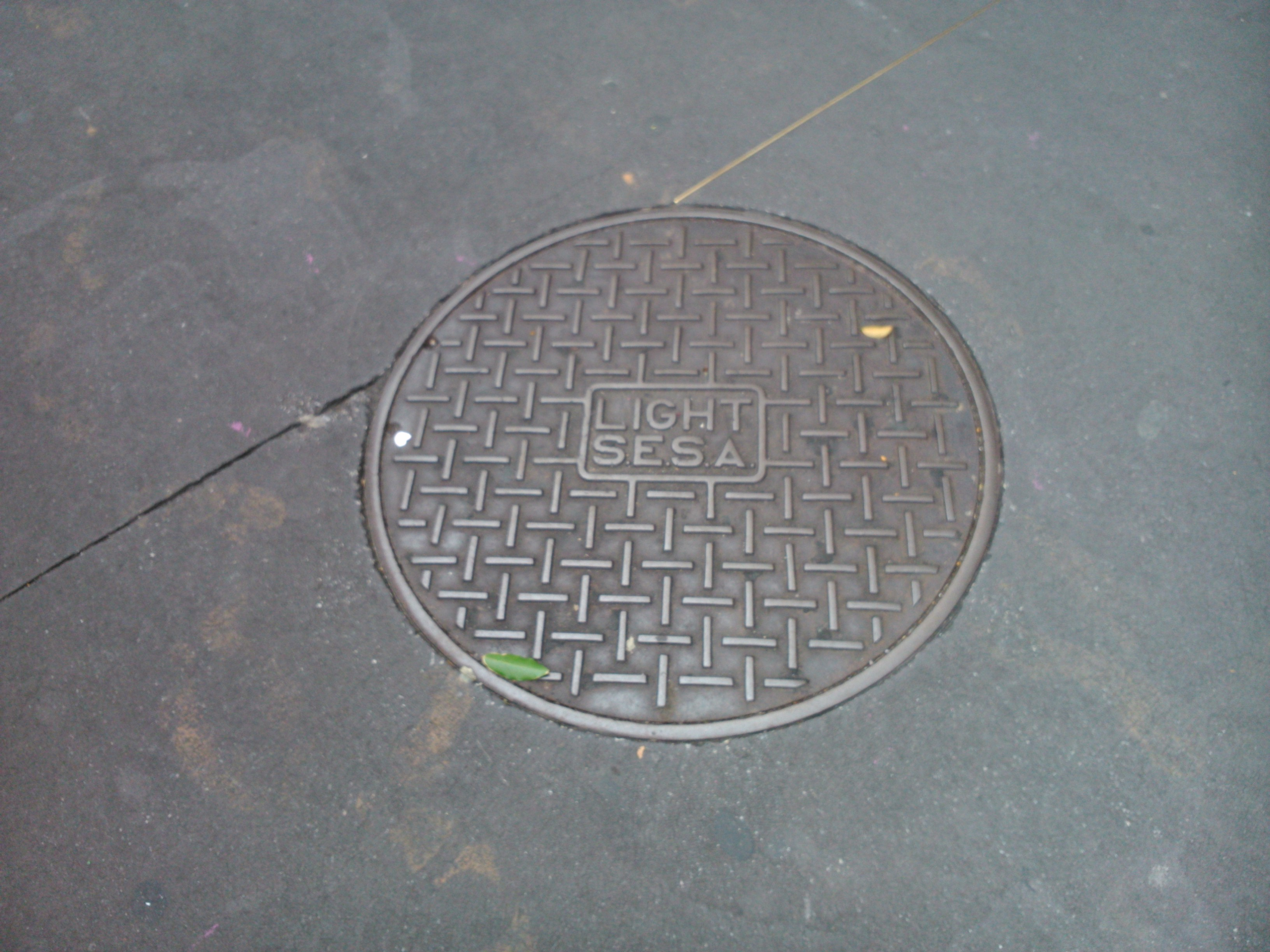
Poço de visita da Light SESA na Avenida Paulista.

No final da década de 1970, durante o governo militar, o contrato de concessão da Light – Serviços de Eletricidade S/A com o governo federal, assinado no início do século e com validade de setenta anos, seria encerrado, com a entrega dos ativos investidos pela empresa ao governo brasileiro. Porém, em circunstâncias obscuras, o então ministro das Minas e Energia, Shigeaki Ueki, por meio da Eletrobrás, adquiriu o controle acionário da Light em 1979.
Na sequência, em 1981 o governo do estado de São Paulo adquiriu a Light paulista e criou a sua própria empresa de energia, com o nome de Eletropaulo, que na década de 1990 foi vendida em várias empresas de porte menor, sendo algumas privatizadas pelo governador Mário Covas.
O grupo Brascan - Brasil Canadá Ltda., depois da venda da Light, continua operando no Brasil nos negócios remanescentes, nos ramos imobiliário, hoteleiro, serviços de engenharia, agropecuária, bancos, seguros e de shopping centers. É proprietário dos shoppings Rio Sul, Madureira Shopping, Bay Market, Paço do Ouvidor, Botafogo Praia Shopping e Centro Empresarial Mourisco – no Rio  de Janeiro; Brascan Open Mall, Raposo Shopping, Pátio Higienópolis, Shopping Paulista, West Plaza – em São Paulo; Shopping Crystal – no Paraná; Shopping Cidade – em Belo Horizonte. Juntos, eles recebem 90 milhões de pessoas/ano, movimentando anualmente cerca de US$ 100 milhões em locação de lojas.

## Memória arquitetônica e cultural
A marca e empresa Light, apesar de há muito tempo extinta pela sucessora Eletropaulo, deixou alguns legados pela cidade de São Paulo.
As estações de transmissão de energia elétrica mais antigas, como em Santana, Cambuci e Bela Vista, conservam traços do estilo arquitetônico da época e influências de arquitetos canadenses. O antigo edifício-sede da Light São Paulo, batizado de Alexandre Mackenzie, em homenagem a um dos sócios da empresa, localizado na Praça Ramos de Azevedo, ao lado do Teatro Municipal e do Viaduto do Chá,  é considerado de relevante valor histórico e foi tombado pelo Condephaat. Construído no final da década de 1920, foi internamente adaptado para ser utilizado como um shopping center (o Shopping Light) na década de 1990, porém externamente conserva as características originais. Outro legado se observa nos postes ornamentais do centro histórico de São Paulo cujas peças foram importadas na primeira metade do século XX para a implantação do luz elétrica na cidade.
Ainda hoje, pais e avós, que viveram na época da Light, reclamam das elevadas contas de energia elétrica atuais e das luzes acesas sem necessidade aos filhos e netos dizendo "vocês acham que eu sou sócio da Light?", numa prova de que o nome da empresa extinta ainda é forte no inconsciente coletivo paulistano.
A Fundação Energia e Saneamento, criada em 1998 para preservar e divulgar o patrimônio histórico-cultural do setor energético, herdou boa parte de documentos e objetos antigos da Light e de outras antigas empresas de energia e saneamento já extintas.
A Light também era jocosamente chamada de "São Paulo Light and Too Much Power", ou seja, "São Paulo Luz e Muito Poder".